# Óleo fúsel
Óleo fúsel ou álcool fúsel (alemão: fusel; "licor ruim"), são misturas de vários álcoois (principalmente álcool amílico) produzidos como subproduto da fermentação alcoólica. 
É uma questão de debate científico se o álcool fúsel contribui de algum modo para os sintomas de ressaca. Isso porque, em um estudo japonês de 2003 que utilizou musaranhos asiáticos concluiu-se que:"o óleo de fúsel no uísque não teve efeito na resposta emética induzida pelo etanol". Além disso, o consumo de óleos fúsel com etanol suprimiu a subsequente aversão ao sabor dos indivíduos em relação ao álcool, o que sugeriu que os sintomas de ressaca dos sujeitos foram reduzidos, de acordo com a publicação. 

## Usos
Óleo fúsel e acetatos de óleo fúsel são utilizados na indústria de laca como solventes por apresentarem alto ponto de ebulição. Além disso, também é utilizado como reagentes para sínteses orgânicas, perfumaria e indústria de plástico. 

## Formação
O óleo fúsel é formado quando durante a fermentação, e exige que a reação esteja:
- em altas temperaturas
- com pH mais baixo
- e quando a atividade da levedura é limitada pelo baixo teor de nitrogênio

Durante a destilação os álcoois fúsel são concentrados no final do processo. Possuem uma consistência oleosa, perceptível no destilador, de onde deriva o outro nome "óleo de fúsel". Se desejado, esses álcoois mais pesados podem ser quase completamente separados em pelo método de refluxo. A destilação por congelação, por outro lado, não os remove.